# Scheepsgeschut

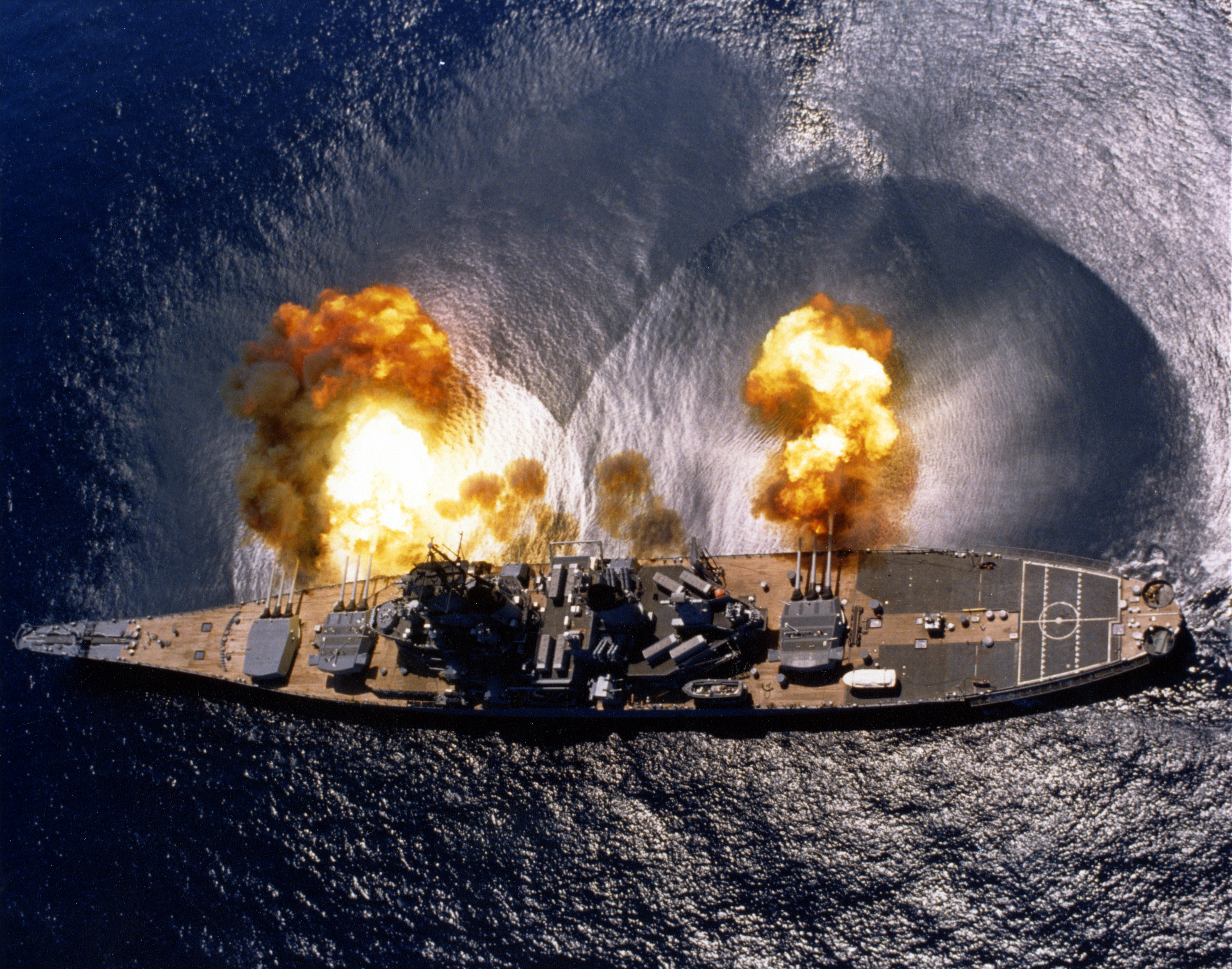
Het Amerikaanse slagschip USS Iowa (BB-61) vuurt een salvo uit haar scheepsgeschut over de volledige breedte

Scheepsgeschut of scheepsartillerie is de benaming voor kanonnen die vanaf een oorlogsschip worden ingezet tijdens zeeoorlogen bij het beschieten van vijandelijke schepen of het bombarderen van doelen op de kust (scheepsartilleriesteun).

## Evolutie van het scheepsgeschut

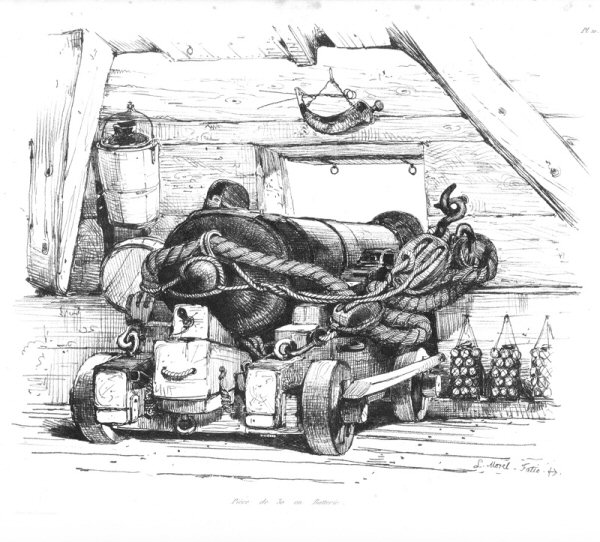
Een rolpaard

In Nelsons tijd vochten de schepen zo lang als de mannen in staat waren hun voorladers te bedienen op de met rook gevulde geschutsdekken. Koel te midden van het bloedbad geeft een artillerieofficier aanwijzingen. Met een hand aan de lijn die de trekker van het vuursteenslot bedient en waarmee een ijzeren kogel naar de vijand wordt geslingerd. Zes mannen vegen de loop, laden met kruit en kogel, rollen de affuit of het rolpaard terug - alles in zo'n twee minuten. Zo ging het er in die dagen aan toe op zee tijdens een zeegevecht.

### 14e eeuw
Hun 32-ponder staat aan de top van een langdurige ontwikkeling, sinds in de 14e eeuw voor het eerst scheepsgeschut werd toegepast. - halve veldslang, bastaard veldslang, lombard, demisaker, saker, falcon, draaibas. Aanvankelijk vormden kanonnen een aanvulling op pieken en pijlen: ze werden geplaatst op schepen die daarvoor niet waren gebouwd zoals de kogge en de karveel.

### 15e eeuw

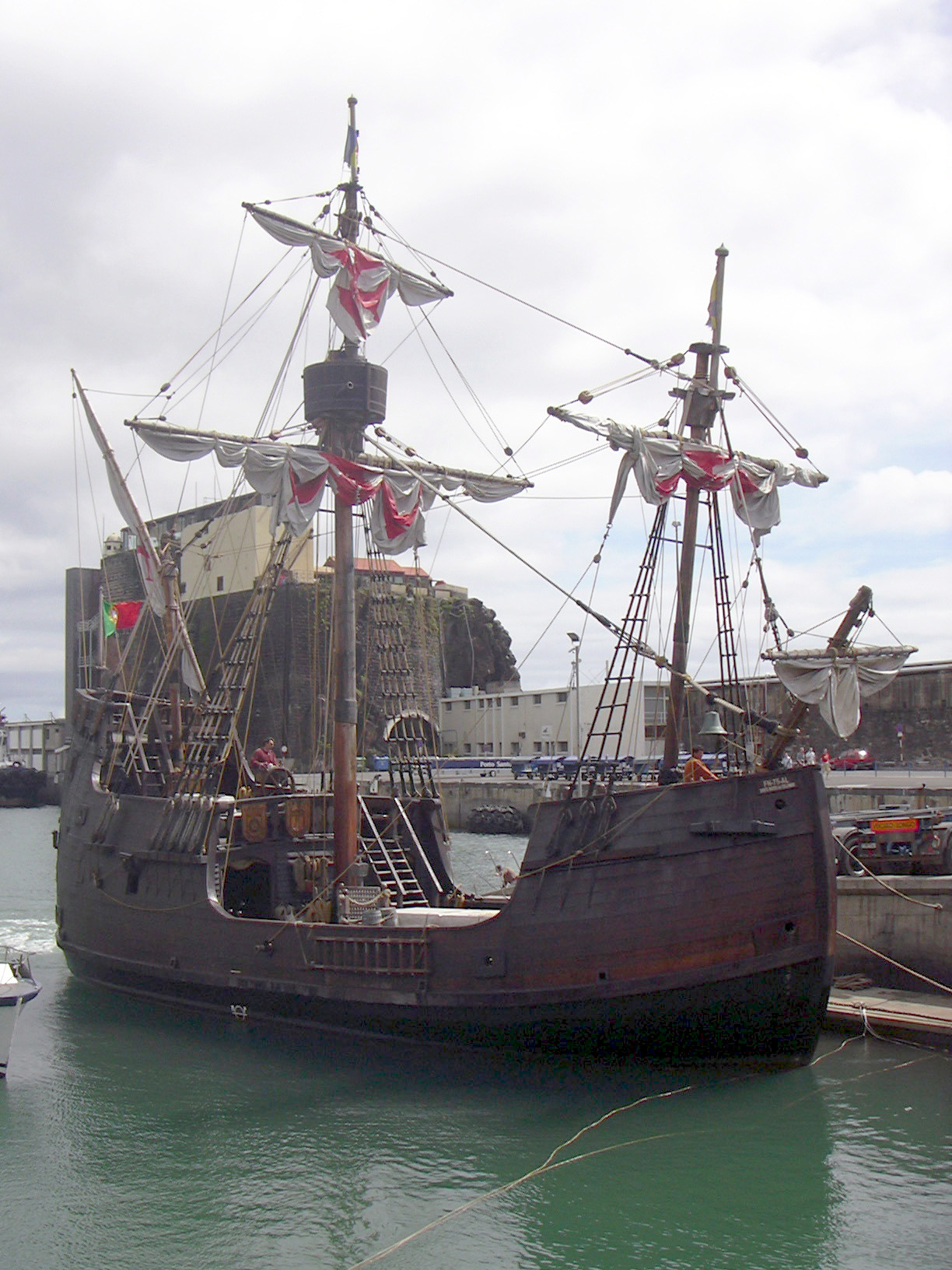
Replica van de Santa Maria met 4 bombardes van 90 mm

De 15e-eeuwse draaibas met een kaliber van 5 centimeter was op de verschansing gemonteerd en bestookte enteraars met van alles en nog wat - stenen, spijkers, stukken ijzer of glas. De kamer was voorzien van een handgreep en verbonden aan een met ijzeren banden versterkte loop; het kruit werd via een zundgat tot ontploffing gebracht.
De verwante lombard was lager geplaatst op een van twee wielen voorzien wagentje en werd afgevuurd door een poort in de verschansing. De "loop" was gemaakt door ijzeren of houten staven te bundelen. De verbeterde lombards die Columbus aan boord voerde waren in staat om een stenen kogel een paar duizend meter weg te schieten. Een takel ving de terugstoot op.

### 16e eeuw
Rond het midden van de 16e eeuw bereikte men met de uit brons gegoten demisaker een groter bereik en kon ook een zwaardere lading worden gebruikt. Het stuk kon op eenvoudige wijze op en neer worden bewogen en werd, zoals eeuwenlang met alle kanonnen gebeurde, met het oog gericht. Vlaamse klokkengieters smolten in oorlogtijd geplunderde kerkklokken om tot zulke voorladers. Toen de schepen met geschutsdekken werden uitgerust, kregen gietijzeren kanonnen de voorkeur. Weliswaar barstten ze eerder open en doodden daarbij hun bemanning, maar ze waren goedkoper dan de bronzen. Het "koninklijk kanon" - het grootste Elizabethaanse geschut (Elizabeth I), met een kaliber van 8,5 inch (21,6 cm) werd geladen met 30 pond kruit en slingerde een kogel van 66 pond ruim 2500 meter weg. De kleine falcon had een schootafstand van 4500 meter, maar de kogels wogen slechts 3 pond.
Hij stond op een rolpaard, dat was voorzien van houten remschoenen die de terugstoot moesten opvangen. Deze maakten echter ook het terugrollen van de vuurmond moeilijk, zelfs met behulp van takels die eveneens werden toegepast bij de van een vierwielige rolpaard voorziene saker.

### 17e eeuw

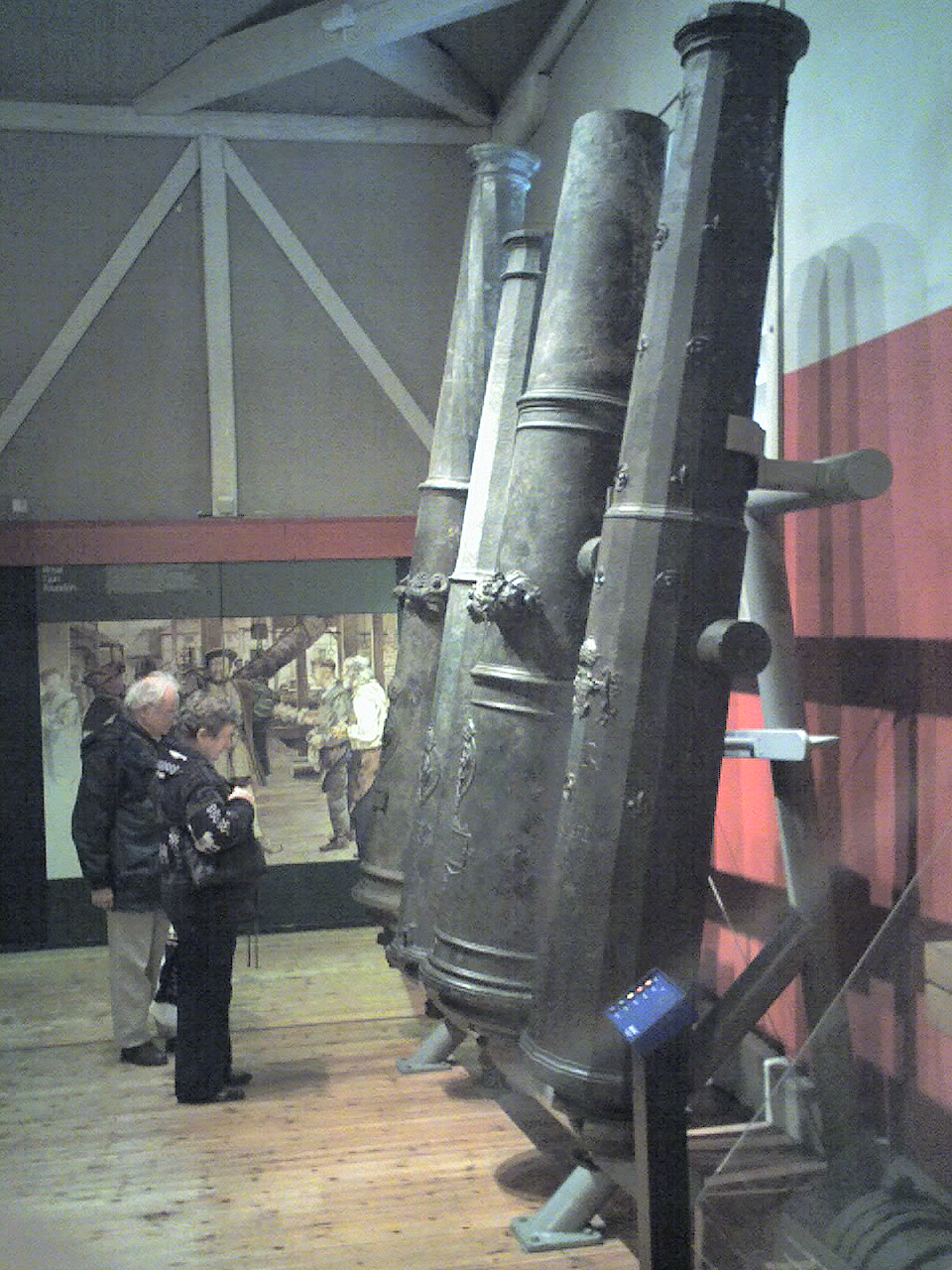
De gegoten kartouw uit brons

De saker vormde de basis van het scheepsgeschut in de 17e eeuw. Hij schoot een 9-ponds kogel 3600 meter ver, versplinterde dekken met kartets, haalde de tuigage om met een kettingschot, of vuurde brandgranaten af om de vijandelijke zeilen in vuur en vlam te zetten.
Geformeerd tot breedzij-batterijen veranderde dit kanon rijk geornamenteerde en vergulde driedekkers in drijvende forten. De Spaanse Armada's, galjoenen en galeien, waren zulke rijkelijk uitgeruste zeilschepen.

### 18e eeuw

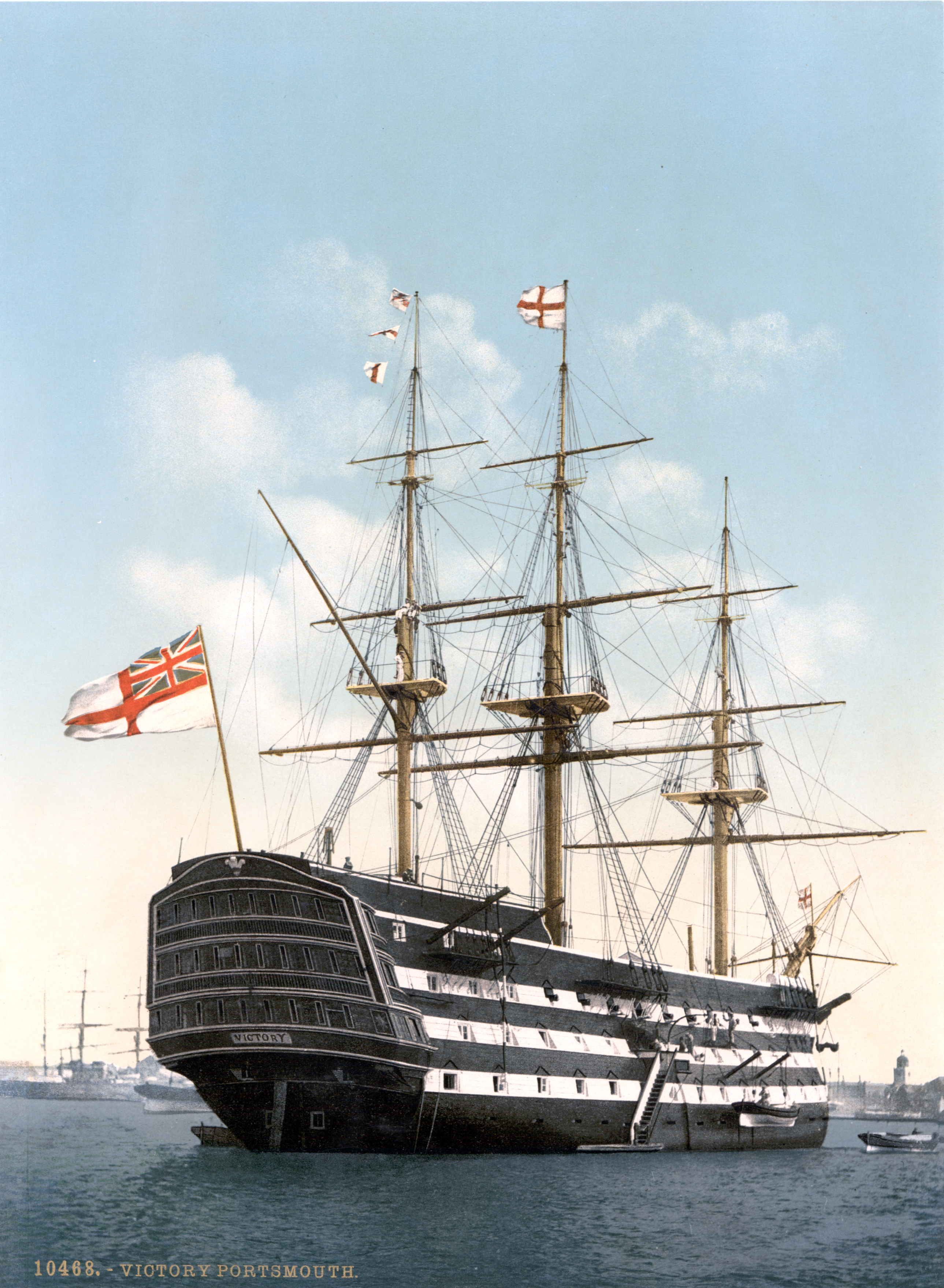
HMS Victory met 30 stuks 32 pounders

Het Amerikaanse fregat "USS Constitution" en andere oorlogsschepen, o.a. Het fregat "La Confiance" van Robert Surcouf, waren uit die periode uitgerust met ijzeren 24-ponders. De "drijvende muren" van de Britse admiraal lord Nelson zoals zijn "Victory", de "Kent" en vele van zijn vloot, waren alle bewapend met 24-ponderstukken, tot zelfs 32-ponders. De "Victory" o.a. had een driedeks geschut. Niet moeilijk dat andere schepen in flarden werden geschoten. Alhoewel de lagere fregatten en briks het "voordeel" hadden dat de kanonskogels boven hen scheerden, maar wel de zeilen en de masten, per toeval, raakten, als ze tenminste "dicht" genoeg lagen.
Het korte bombardeerkanon of carronade was bestemd voor beschietingen van de meer dan 50 cm dikke houten scheepswanden op geringe afstand, die ondoordringbaar bleken voor geschut van klein kaliber. Het schoot met kogels tot 68 pond en er konden twee schoten per minuut mee worden afgevuurd, maar het was onbruikbaar op meer dan 180 meter afstand.
Het verscheen ten tonele tegen het eind van de 18e eeuw.
Met zijn "drijvende muren" wist Nelson bij Trafalgar de Frans-Spaanse vloot te verslaan. Stukken van dat type handhaafden zich tot de Amerikaanse Burgeroorlog - toen het tijdperk van de pantserplaten en de kanonnen met getrokken loop aanving.

### 19e eeuw

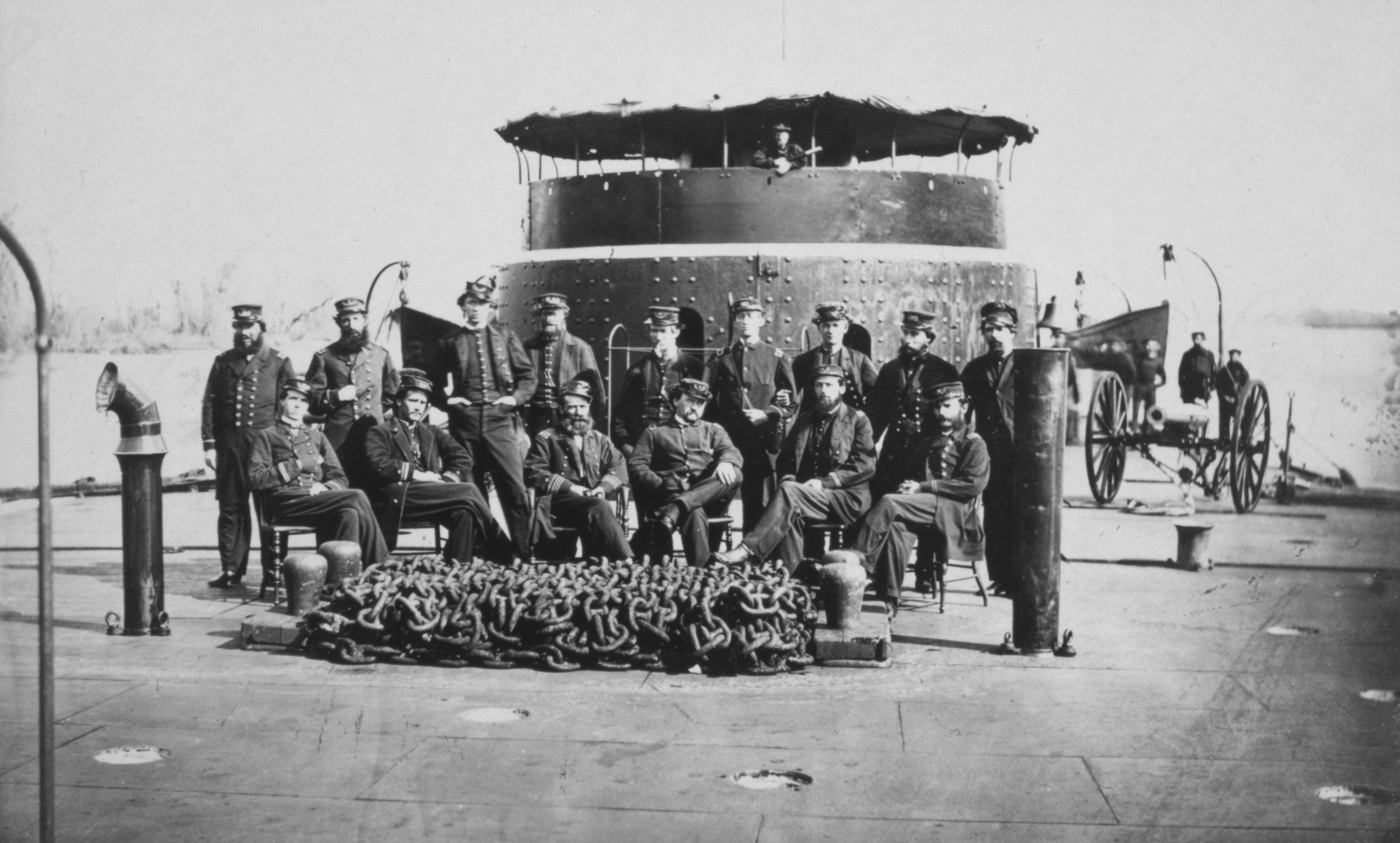
USS Monitor voerde maar twee kanonnen van 280 mm

Die aanvang begon tijdens de Amerikaanse Burgeroorlog op 9 maart 1862. Voor het eerst was er een gevecht tussen twee pantserschepen in Hampton Roads te Virginia. De Zuidelijken lichtten het gezonken stoomfregat Merrimac, brachten een hellende pantserbemanteling aan, herdoopten het schip CSS Virginia vielen er Noordelijke zeilschepen mee aan. De USS Monitor werd uit New York gestuurd om slag te leveren. Dit schip was kleiner en sneller dan de Virginia, die over 10 stukken beschikte waarvan 2 van 178 mm, tegen de twee van 280 mm van de Monitor.
Maar de 9-inch-breedzijkanonnen van de Zuidelijken bleken ondoelmatig tegen de "kaasstolp op een vlot", de stalen projectielen die nodig waren bleken niet beschikbaar. De Monitor was eveneens gehandicapt: volgens orders van de marine-staf mochten de stukken niet met een dubbele hoeveelheid kruit worden geladen; met 15 pond konden de granaten niet door de bepantsering van de Virginia dringen. Met 30 pond zou dat wellicht zijn gelukt. Beide merkwaardige pantserschepen overleefden de vier uren durende strijd die een einde maakte aan de heerschappij der houten oorlogsbodems.
De Zweeds-Amerikaanse bouwer van de Monitor, John Ericsson, ontwierp een draaibare geschuttoren voor de twee 11-inchscheepskanonnen.
Uitgaande van een kartonnen model, experimenteerde hij tijdens de bouw - en negeerde het verzoek van de marine om masten en zeilen.

### 20e eeuw

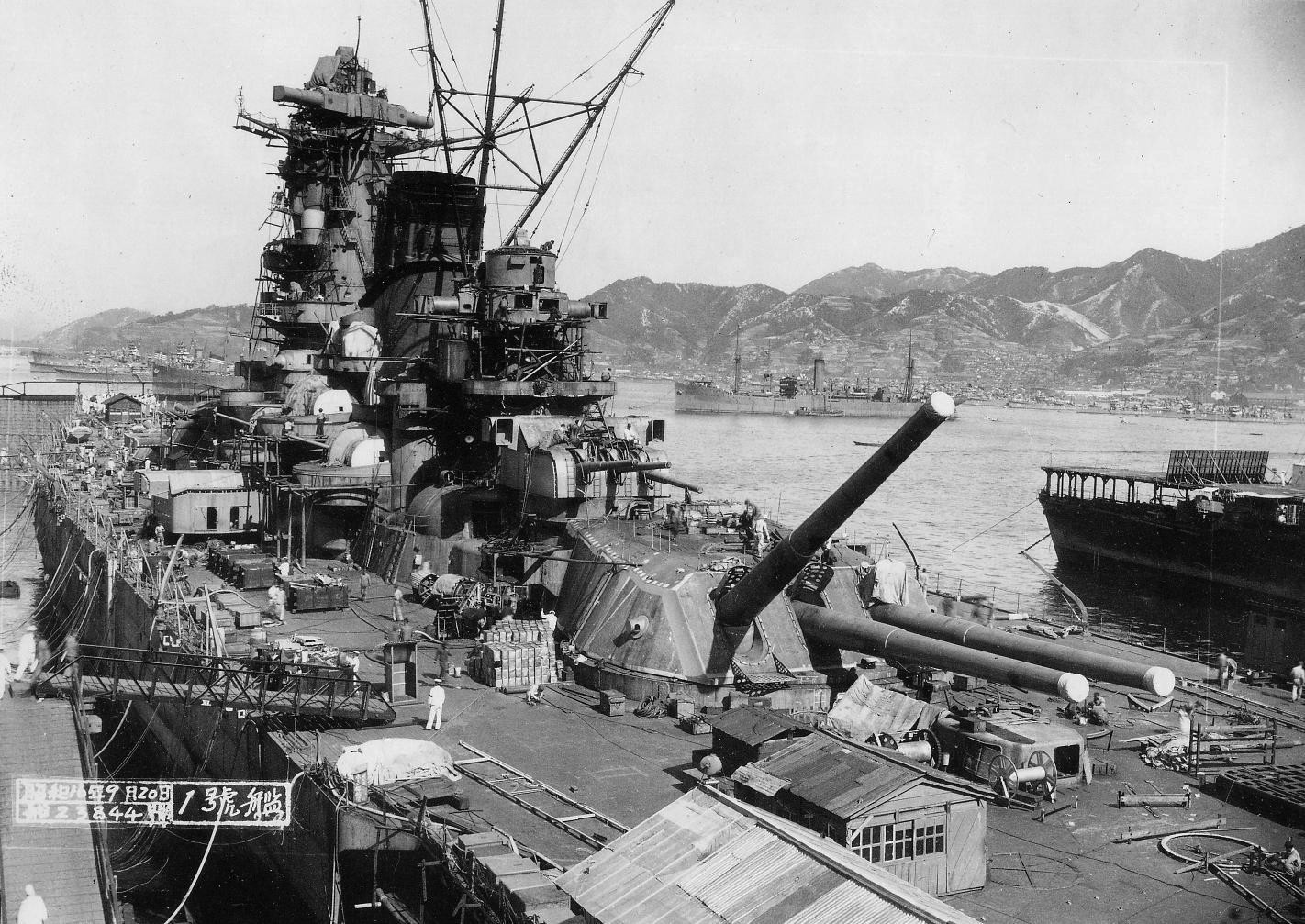
De Yamato met drie geschuttorens van elk drie kanonnen van 460 mm

In de twintigste eeuw was er een trend naar minder en zwaardere kanonnen in geschuttorens. Het Britse ontwerp dreadnaught (vrees niets) begon daarmee met tien kanonnen van 305 mm.
In de Eerste Wereldoorlog Door de toenemende afstand van ca. 10 km waarop het scheepsgeschut schoot was het nodig om in de schootstabellen rekening te houden met de corioliskracht, bijvoorbeeld in de Slag bij de Falklands.
De Zeeslag bij Jutland was de grootste zeeslag aller tijden met oppervlakteschepen die elkaar bestookten met scheepsgeschut.
Optische afstandsmeters waren van belang om de afstand tot het doel te meten.
Voor de Tweede Wereldoorlog zette die trend zich nog verder door met onder meer de slagschepen Bismarck, de Tirpitz met vier geschuttorens van elk twee kanonnen van 380 mm en de Yamato met drie geschuttorens van elk drie kanonnen van 460 mm. Een vernieuwing was ook de radar voor vuurgeleiding, zodat het scheepsgeschut ook bij slecht weer of 's nachts nauwkeurig gericht kon worden. Tijdens de Tweede Wereldoorlog bleek dat die oppervlakteschepen met hun grote kanonnen geen rol van betekenis meer speelden: vliegdekschepen en duikboten vernietigden de oppervlakteschepen met bommenwerpers en torpedo's terwijl ze zelf buiten het bereik van het scheepsgeschut bleven. Na de Tweede Wereldoorlog werd het scheepsgeschut gaandeweg vervangen door kruisraketten, vanwege het groter bereik en de betere richtbaarheid.